# Neohelix albolabris
Neohelix albolabris är en snäckart som först beskrevs av Thomas Say 1817.  Neohelix albolabris ingår i släktet Neohelix och familjen Polygyridae. Inga underarter finns listade i Catalogue of Life.

## Bildgalleri

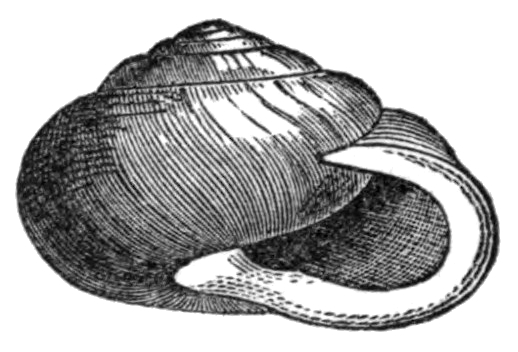
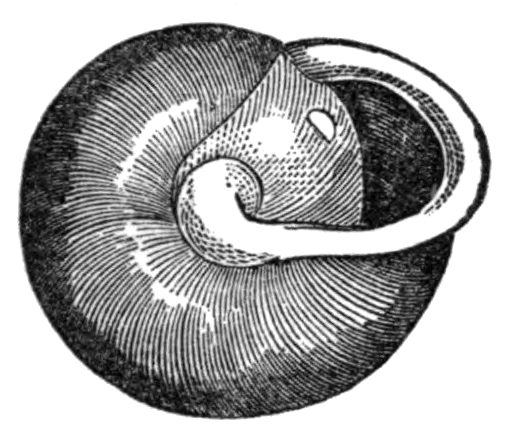